# Kalbsrieth
Kalbsrieth ist eine Gemeinde im thüringischen Kyffhäuserkreis. Sie liegt an der Mündung der Helme in die Unstrut.
Zu Kalbsrieth gehört der Ortsteil Ritteburg.

## Geschichte
Die beiden Grabhügel Derfflinger Hügel und Huthügel weisen auf eine lang anhaltende vorgeschichtliche Besiedlung der Gegend um Kalbsrieth hin.
Ritteburg wird als mutmaßlicher Schauplatz der Schlacht bei Riade im Jahre 933 angesehen. Die einstige Wasserburg „Ritteburg“ soll schon im 8. Jahrhundert zur Kontrolle und Sicherung des Unstrutübergangs gebaut worden sein. Im Hersfelder Zehntverzeichnis wurde diese Burg bereits mit erwähnt. 932 und 972 waren die deutschen Könige vor Ort. Man nimmt an, dass dieser Ort Riade hieß, wo 933 König Heinrich I. mit seinen Panzerreitern die Ungarn vernichtend geschlagen hat. Im Jahre 1000 wurde die Anlage dem Erzbischof von Magdeburg geschenkt. Sonst ist über die Burg und den Standort weiter nichts bekannt.
Der Ortsname Kalbsrieth leitet sich von den seit dem 15. Jahrhundert ansässigen Rittern von Kalb ab. Die Herren von Kalb sind ein seit dem 15. Jahrhundert im Ort nachweisbares Adelsgeschlecht, ihre einst im nordöstlichen Bereich der Ortslage befindliche Wasserburg wurde im Dreißigjährigen Krieg durch die Schweden zerstört und um 1690 durch einen repräsentativen Schlossbau ersetzt auf dem Goethe mehrmals bei Charlotte von Kalb zu Gast war. Mit Wirkung vom 1. Oktober 1945 wurde das bis dahin in Thüringen liegende Kalbsrieth dem Kreis Sangerhausen der Provinz Sachsen zugeordnet.
Die Gemeinde gehörte bis zu deren Auflösung zum 1. Januar 2019 zur Verwaltungsgemeinschaft Mittelzentrum Artern, seither ist die Stadt Artern erfüllende Gemeinde für Kalbsrieth.

### Einwohnerentwicklung

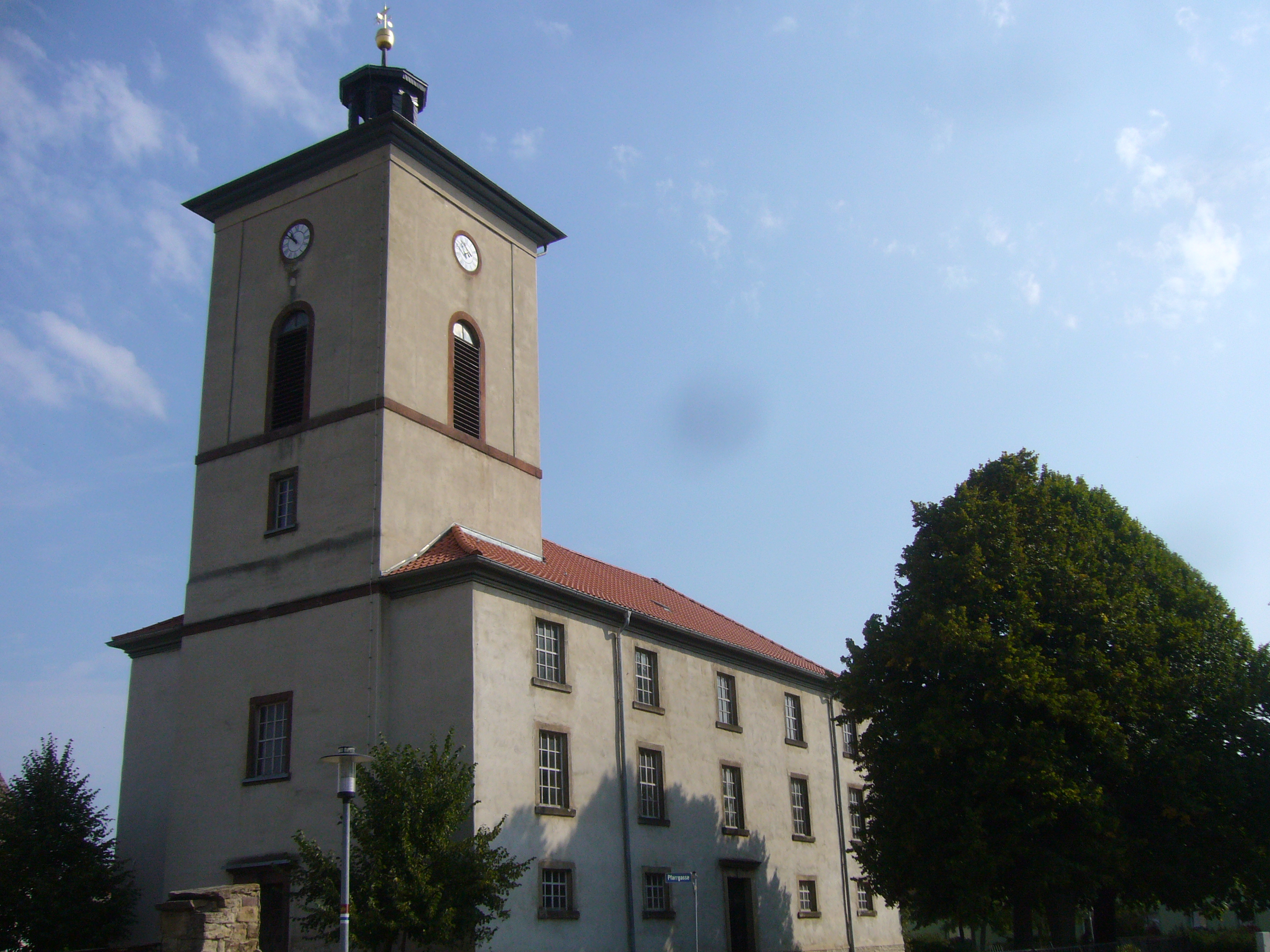
Dorfkirche St. Johannis

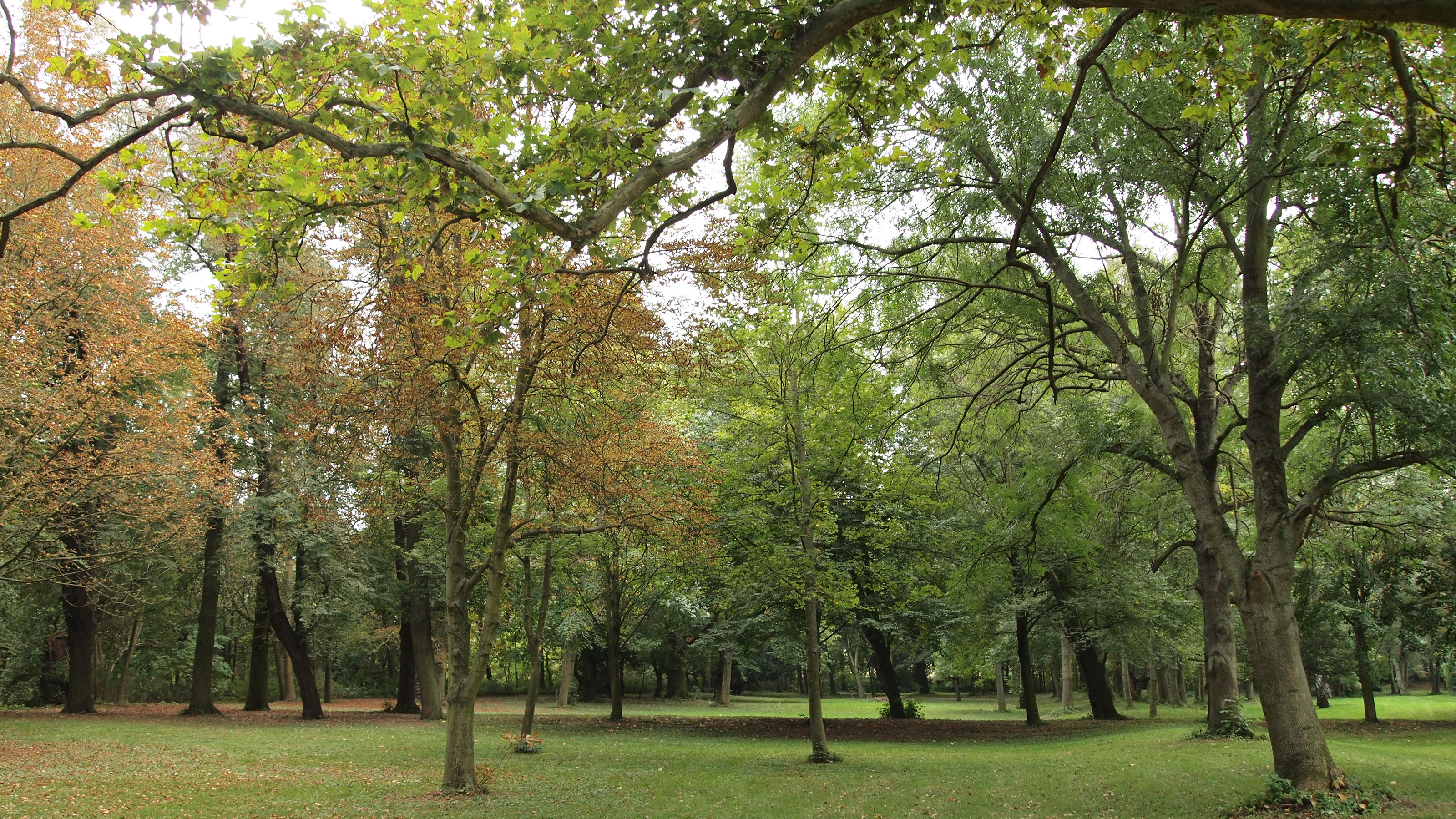
Im Schlosspark

Entwicklung der Einwohnerzahl (31. Dezember):

Einwohnerentwicklung von Kalbsrieth von 1994 bis 2017

| - 1994 – 908 - 1995 – 908 - 1996 – 901 - 1997 – 888 - 1998 – 844 - 1999 – 847 | - 2000 – 839 - 2001 – 839 - 2002 – 826 - 2003 – 813 - 2004 – 797 - 2005 – 796 | - 2006 – 789 - 2007 – 785 - 2008 – 789 - 2009 – 758 - 2010 – 749 - 2011 – 705 | - 2012 – 690 - 2013 – 681 - 2014 – 662 - 2015 – 656 - 2016 – 645 - 2017 – 638 | - 2018 – 628 - 2019 – 629 - 2020 – 628 - 2021 – 617 |

Datenquelle: Thüringer Landesamt für Statistik

## Sehenswürdigkeiten

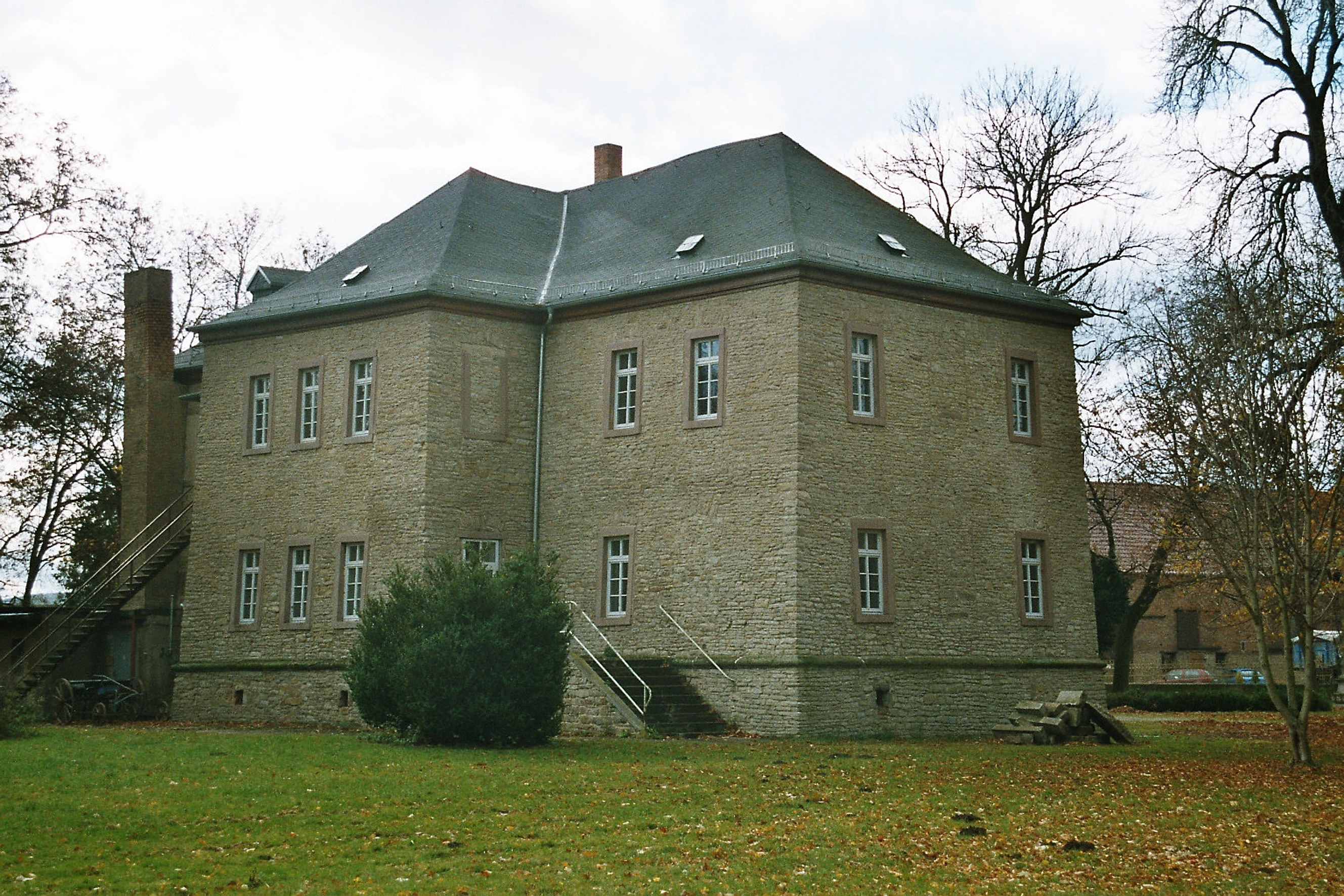
Schloss Kalbsrieth

- Das Schloss Kalbsrieth mit seinem bemerkenswerten Landschaftspark wurde 1821 von der Familie Wolzogen übernommen, nachdem die Vorbesitzer durch drohenden finanziellen Ruin diesen Besitz veräußern mussten. Das Schloss wurde danach im klassizistischen Stil der Goethezeit umgestaltet und mit einer Sammlung von Kunstwerken ausgestattet. Nach Kriegsende wurde das Schloss als Wohnung für Übersiedler bereitgestellt, die wertvolle Ausstattung, Türen, Fenster, Öfen und Stuckaturen als Merkmale der wertvollen klassizistischen Innenarchitektur gingen dabei verloren. Ein Förderverein bemüht sich seit der Wende um die Erhaltung der Park- und Gebäudeteile.[3]
- St.-Johannis-Kirche

## Persönlichkeiten
- Martin Bierbach (1926–1984), Diplomat, Botschafter der DDR in der VR China, in Ägypten, Großbritannien und Irland
- Charlotte von Kalb (1761–1843), Schriftstellerin, Besitzerin des Schlosses Kalbsrieth
- Ernst von Wolzogen (1855–1934), Schriftsteller, fand in Kalbsrieth seine letzte Ruhestätte
- Otto Tiersch, Musiktheoretiker, in Kalbsrieth geboren[4]
- Johann Gottfried Gottlob Mühlig, Naturforscher, in Kalbsrieth geboren[5]